# 1348 Michel
1348 Michel је астероид главног астероидног појаса са средњом удаљеношћу од Сунца која износи 2,795 астрономских јединица (АЈ).
Апсолутна магнитуда астероида је 11,4 а геометријски албедо 0,038.